# Helina metatarsata
Helina metatarsata är en tvåvingeart som först beskrevs av Zetterstedt 1855.  Helina metatarsata ingår i släktet Helina och familjen stjärtflugor.
Artens utbredningsområde är Sverige. Inga underarter finns listade i Catalogue of Life.